# Estación de Linares
Linares fue una estación de trenes que se encuentra en Linares, Nuevo León.

## Historia
La estación  se edificó sobre la línea del Ferrocarril de Monterrey y el Golfo de México, que se constituyó por dos fracciones: una del Gral. Treviño a Monterrey, con una longitud de 106 kilómetros y otra de Monterrey a Tampico con 518 640 kilómetros. La construcción de este ferrocarril se inició el 1 de octubre de 1888, concluyéndose los trabajos al llegar a Tampico el 13 de septiembre de 1891. El Ferrocarril de Monterrey y el Golfo de México tuvo tres conexiones: con el Ferrocarril Internacional Mexicano en la estación General Treviño, con el Ferrocarril Nacional de México en Monterrey y con el Ferrocarril Central Mexicano en Tampico. La estación fue construida durante el gobierno del Bernardo Reyes, por el Sr. Robertson.